# حوسبة مستقلة ذاتيا
تشير الحوسبة المستقلة ذاتيًا إلى الخصائص المُدارة ذاتيًا لموارد الحوسبة الموزعة التي تتكيف مع التغيرات التي لا يمكن التنبؤ بها بينما يتم إخفاء التعقيد الأساسي للمعاملات والمستخدمين. تهدف المبادرة التي أطلقتها شركة IBM في عام 2001 إلى تطوير نظم حواسيب قادرة على الإدارة الذاتية، وذلك من أجل التغلب على التعقيد المتزايد بسرعة في إدارة نظم الحوسبة، والتقليل من العائق الذي يسببه التعقيد للنمو المتزايد.

## نبذة
صُمم نظام الحوسبة المستقلة ذاتيًا من أجل اتخاذ القرارات المُتكيفة باستخدام سياسات عالية المستوى. يقوم بشكل دائم بالتحقق من حالته وتحسينها والتكيف بشكل تلقائي مع الشروط المتغيرة. يتألف إطار الحوسبة المستقلة ذاتيًا من مكونات مستقلة ذاتيًا تتفاعل مع بعضها البعض. يمكن أن تُنمذج الحوسبة المستقلة ذاتيًا وفقًا لسمتي تحكم رئيسيتين (محلية وعالمية) مع حساسات (للمراقبة الذاتية)، ومؤثرات (للتكيف الذاتي)، ومع المعرفة والمخطط المتكيّف من أجل استغلال السياسات المعتمدة على المعرفة الذاتية والبيئية. يُشار أحيانًا إلى البنية بـ «راقب-حلل-خطط-نفّذ» (MAPE).
انطلاقًا من هذه الرؤية، اقتُرحت العديد من الأطُر البنيوية المستندة إلى مكونات مستقلة ذاتيًا و«ذاتية التنظيم». مؤخرًا، تميّز تيار مشابه بإجراء أبحاث مهمة في مجال النظم متعددي الوكلاء. مع ذلك، تُصمم معظم هذه النُّهج عادةً مع أخذ بُنى خوادم مركزية أو معتمدة على العنقدة بعين الاعتبار وغالبًا تعالج تخفيض تكاليف الإدارة بدلًا من معالجة الحاجة إلى تمكين نظم برمجيات معقدة أو توفير خدمات مبتكرة. تتضمن بعض النظم المستقلة ذاتيًا وكلاء متنقلين يتفاعلون عبر آليات اتصال مترابطة بشكل غير محكم.
الحوسبة القائمة على الاستقلال الذاتي هي نموذج مُقترح من قبل جيمينغ ليو في عام 2001 يستخدم نظمًا صناعية تحاكي السلوك الجماعي للحيوانات الاجتماعية من أجل حل المشاكل الحسابية الصعبة. على سبيل المثال، يمكن دراسة تحسين خوارزمية قرية النمل من خلال هذا النموذج.

## مشاكل تزايد التعقيد
تشير التوقعات إلى أن أجهزة الحوسبة المستخدمة سوف تتزايد بنسبة 38% سنويًا. ومتوسط التعقيد لكل جهاز منها في ازدياد. حاليًا، يُدار هذا الحجم والتعقيد بواسطة أشخاص ذوي مهارات عالية، لكن الطلب على موظفي تكنولوجيا المعلومات يفوق العرض بالإضافة إلى تكاليف عمالة تفوق تكاليف المعدات بمعدل يصل إلى 18:1. حقّقت أنظمة الحوسبة فوائد كبيرة للسرعة والأتمتة لكن توجد الآن حاجة اقتصادية هائلة لأتمتة عمليات الصيانة الخاصة بها.
في أحد مقالات مجلة «كومبيوتر» التابعة لمعهد مهندسي الكهرباء والإلكترونيات في عام 2003، حذّر كيفارت وتشيس بأن حلم التوصيل البيني لنظم وأجهزة الحوسبة يمكن أن يتحول إلى «كابوس الحوسبة المنتشرة» إذ سيتعذر على المهندسين توقع تعقيدات التفاعلات وتصميمها والحفاظ عليها. ويُذكّرون أن جوهر الحوسبة المستقلة ذاتيًا هو الإدارة الذاتية للنظام، وتحرير المسؤولين من إدارة المهام ذات المستوى المنخفض مع تقديم سلوك أفضل للنظام.
أصبحت المشكلة العامة في أنظمة الحوسبة الحديثة الموزعة والتي تتمثل في تعقيدها -وبالتحديد في تعقيد إدارتها- عاملًا هامًا يحد من تطورها. تستخدم المؤسسات والشركات الكبيرة شبكات حاسوبية كبيرة الحجم من أجل الاتصال والحساب. التطبيقات الموزعة التي تعمل على هذه الشبكات الحاسوبية متنوعة وتقوم بالعديد من المهام، بدءًا من عمليات المراقبة الداخلية حتى تقديم محتوى الويب لدعم العملاء.
إضافة إلى ذلك، تنشر حوسبة الموبايل هذه الشبكات بسرعة متزايدة إذ يحتاج الموظفون إلى التواصل مع شركاتهم عندما لا يكونون في مكاتبهم. يقومون بذلك من خلال حواسيبهم المحمولة أو المساعدين الشخصيين الرقميين أو أجهزة الموبايل التي تمتلك أشكالًا متنوعة من تقنيات الاتصال اللاسلكي للوصول إلى بيانات شركاتهم.
يسبب ذلك تعقيدًا هائلًا في شبكة الحاسوب والتي يصعب التحكم بها يدويًا من قبل مشغلين من البشر. يستهلك التحكم اليدوي وقتًا وهو مكلف وعُرضة للخطأ. تزداد الجهود اليدوية التي نحتاجها للتحكم بنظام حاسوبي متصل بالشبكة بسرعة كبيرة.
تحدث 80% من هذه المشكلات في طبقة قواعد البيانات والتطبيقات الخاصة بالعميل. لا يضمن معظم مزودي الخدمة «المستقلة ذاتيًا» إلا تأمين الطبقة الخاصة بـ «الطاقة، التجهيزات، نظام التشغيل، والشبكة ومعاملات قاعدة البيانات الأساسية».

## خصائص الأنظمة المستقلة ذاتيًا
قد يكون أحد الحلول الممكنة هو تمكين أنظمة الحوسبة الشبكية الحديثة من إدارة نفسها بدون تدخل مباشر من الإنسان. تهدف مبادرة الحوسبة المستقلة ذاتيًا (ACI) إلى توفير قاعدة أساسية للأنظمة المستقلة ذاتيًا. وهي مستوحاة من نظام الأعصاب المستقلة ذاتيًا لجسم الإنسان. يتحكم نظام الأعصاب هذا بعمليات الجسم المهمة «مثل التنفس ومعدل ضربات القلب وضغط الدم» دون أيّ تدخل واعٍ.
في الأنظمة المستقلة ذاتيًا التي تدير نفسها، يتولى العامل البشري دورًا جديدًا: بدلًا من التحكم بالنظام بشكل مباشر، فإنه يُعرّف سياسات وقواعد عامة لتوجه عملية الإدارة الذاتية. فيما يتعلق بهذه العملية، عرّفت شركة IBM الأنواع الأربعة التالية من الخصائص التي يُشار إليها بخصائص النجمة الذاتية (تسمى أيضًا self-*، أو self-x، أوauto-*).
وهي كما يلي:
1. التهيئة الذاتية: التهيئة التلقائية للمكونات.
2. المعالجة الذاتية: الكشف التلقائي وتصحيح الأخطاء.[8]
3. التحسين الذاتي: المراقبة التلقائية والتحكم بالموارد لضمان الفعالية الوظيفية المثالية مع أخذ المتطلبات المحددة بعين الاعتبار.
4. الحماية الذاتية: التحديد الوقائي والحماية من الهجوم التعسفي.

وسّع آخرون مثل بوسلاد ونامي وبيرتلز مجموعة النجوم الذاتية كما يلي:
1. التنظيم الذاتي: نظام يعمل من أجل الحفاظ على بعض المعاملات، مثل: نوعية الخدمة، داخل نطاق الضبط دون تدخل خارجي.
2. التعلم الذاتي: تستخدم الأنظمة تقنيات التعلّم الآلي مثل التعليم دون إشراف والذي لا يتطلب تحكمًا خارجيًا.
3. الوعي الذاتي (يسمى أيضًا الفحص الذاتي واتخاذ القرار الذاتي): يجب على النظام أن يدرك نفسه. وعليه أن يعرف نطاق موارده والموارد التي يرتبط بها. يجب على النظام أن يدرك مكوناته الداخلية وروابطه الخارجية كي يتمكن من إدارتها والتحكم بها.
4. التنظيم الذاتي: تُحرك هيكلية النظام من خلال نماذج من نوع فيزيائي دون ضغط خارجي أو تدخل من خارج النظام.
5. البناء الذاتي (يسمى أيضًا التجميع الذاتي أو الاستنساخ الذاتي): يوجه النظام من خلال نماذج من نوع اجتماعي أو إيكولوجي دون ضغط خارجي أو تدخل من خارج النظام. التحفيز والتوجيه لعناصر نظام ما يكون ذاتيًا، فيولد بذلك تعقيد ونظام في استجابة إبداعية على طلب استراتيجي يتغير بشكل مستمر.
6. الإدارة الذاتية: (تسمى أيضًا الحكم الذاتي) نظام يدير نفسه دون تدخلات خارجية. يتغير ما يُدار اعتمادًا على النظام والتطبيق. تُشير الإدارة الذاتية أيضًا إلى استخدام مجموعة من عمليات النجمة الذاتية مثل الحوسبة المستقلة ذاتيًا بدلًا من عملية بنجمة ذاتية واحدة.
7. الوصف الذاتي: (يسمى أيضًا التوضيح الذاتي أو التمثيل الذاتي): نظام يوضح نفسه. يمكن فهمه من قبل الإنسان دون شرح كثير.

حددت شركة IBM ثمانية شروط تحدد النظام المستقل ذاتيًا:
على النظام أن:
1. يُدرك نفسه من خلال الموارد التي يستطيع الوصول إليها وما هي إمكانياته وحدوده وكيف ولماذا ترتبط مع الأنظمة الأخرى.
2. يكون قادرًا على تهيئة وإعادة تهيئة نفسه اعتمادًا على تغير البيئة الحوسبية.
3. يكون قادرًا على تحسين أدائه لضمان عملية حوسبة بفعالية عالية.
4. يكون قادرًا على حل المشاكل التي تواجهه إمّا من خلال إعادة إصلاح نفسه أو توجيه العمل بعيدًا عن المشاكل.
5. يكشف ويحدد ويحمي نفسه ضد أنواع الهجوم المختلفة للحفاظ على أمن النظام الكلي وتكامله.
6. يتكيف مع التغيرات في بيئته، ويتفاعل مع الأنظمة المجاورة وينشئ بروتوكولات اتصال معها.
7. يعتمد على المعايير المفتوحة ولا يمكن أن يوجد في بيئة ذات ملكية خاصة.
8. يتوقع الطلب على موارده مع الحفاظ على الشفافية مع المستخدمين.